# Lista över fornlämningar i Norsjö kommun
Lista över fornlämningar i Norsjö kommun är en förteckning av ett urval av de fornlämningar som finns i Norsjö kommun.

## Norsjö
| Namn         | Lämningstyp      | Tillkomsttid | Historisk indelning  | Plats | Läge                 | ID-nr          | Bild                                      |
| ------------ | ---------------- | ------------ | -------------------- | ----- | -------------------- | -------------- | ----------------------------------------- |
| Norsjö 17:1  | Kyrka/kapell     |              | Norsjö, Västerbotten |       | 64.894283, 19.457314 | 10014700170001 | Ladda upp en till bild av detta fornminne |
| Norsjö 17:2  | Kyrka/kapell     |              | Norsjö, Västerbotten |       | 64.895228, 19.457001 | 10014700170002 | Ladda upp en till bild av detta fornminne |
| Norsjö 35:1  | Kyrka/kapell     |              | Norsjö, Västerbotten |       | 64.912186, 19.478338 | 10014700350001 | Ladda upp en till bild av detta fornminne |
| Norsjö 35:2  | Begravningsplats |              | Norsjö, Västerbotten |       | 64.912177, 19.478361 | 10014700350002 | Ladda upp en till bild av detta fornminne |
| Norsjö 171:1 | Fäbod            |              | Norsjö, Västerbotten |       | 64.870977, 19.439765 | 10014701710001 | Ladda upp en bild av detta fornminne      |